# 魔術士オーフェン
『魔術士オーフェン』（まじゅつしオーフェン、英題：Sorcerous Stabber Orphen）は、秋田禎信による日本のライトノベル作品。イラストは草河遊也。漫画化やアニメ化、ドラマCD化といったメディアミックス展開も積極的に行われた。

## 概要
1994年に書き下ろし作品シリーズの『魔術士オーフェンはぐれ旅』と、『月刊ドラゴンマガジン』連載の1話または2話読み切りの『魔術士オーフェン・無謀編』の2シリーズが開始され、それぞれ2003年に完結した。
日経BP社がインターネットで実施したアンケートを基に公表した「2003年度ライトノベルランキング」では7位を獲得している。2022年1月時点でシリーズ累計部数は1400万部を突破している。
タイトルおよび主人公の名前である「オーフェン」は孤児（orphan）という設定に由来している。そのため企画当初は「オーファン」だったが、編集者との話し合いの結果「オーフェン」に変更したことがファンブックにて語られている。また、「魔術師」に間違えられることが多い「魔術士」は、秋田が『機動戦士ガンダム』の「士」をもじってつけたものであり、黒ずくめの主人公も「連邦の白い奴（ガンダム）」へのオマージュである。そのほか、用語や作中の挿話の多くは北欧神話をモチーフとしている。
2000年に行われた（月刊ドラゴンマガジン2001年1月号掲載）読者人気投票「ベスト・オブ・ドラゴンマガジン」では、オーフェンが男性キャラクター部門で1位を獲得した。また2001年2月には、神坂一とのコラボレーション作品『スレイヤーズVSオーフェン』を発表した。
2008年9月より、作者公式サイトにて「あいつがそいつでこいつがそれで」の掲載が開始された。キャラクターの名前は伏せられているが『はぐれ旅』の後日談的な内容であり、富士見書房の企画により執筆したが紆余曲折の末企画が中止されたこと、日記の1年連続更新のために未発表作品を流用したことが明かされている。「あいつがそいつでこいつがそれで」は後に加筆修正・改題（「キエサルヒマの終端」）され、『秋田禎信BOX』（発行元：TOブックス）に収録された。
2011年より、単行本化された「キエサルヒマの終端」を第1巻とする新シリーズがスタート。同時に『はぐれ旅』の新装版が全10巻で発売された。いずれも発行元はTOブックス。また、2012年1月に発売されたPlayStation Portable用RPG『ヒーローズファンタジア』にオーフェンらが参加している。

## あらすじ
『はぐれ旅』が全体的にシリアスなストーリー展開であるのに対し、『無謀編』は突飛な内容のコメディである。物語が動き続ける長編と、四コマ漫画のように日常が繰り返される短編を平行して執筆する手法は「スレイヤーズ」「フルメタル・パニック」とも共通する。
時系列的に『無謀編』は『はぐれ旅』の旅が始まる前の物語であるが、それぞれの話はほぼ独立しており、どちらから読んでも問題のない構成となっている。なお、『無謀編』には1巻につき1話、通称「プレオーフェン」と呼ばれる主人公オーフェンの「牙の塔」時代の物語が書き下ろしで収録されているが、これはどちらかといえば『はぐれ旅』に近い雰囲気である。キリランシェロが基礎クラスを出てチャイルドマン教室に編入された翌年（11歳時）から、宮廷魔術士に推挙される少し前（14歳から15歳頃）までの数年間のエピソードが順不同に発表された。このほか、角川mini文庫より刊行された番外編『魔術士オーフェンまわり道』がある。
はぐれ旅
第10巻までがキエサルヒマ大陸西部を舞台とする第一部（西部編）、第11巻以降は大陸東部を舞台とする第二部（東部編）。作風にも変化が見られ、第一部は明るめな雰囲気で話が進み、第二部では「絶望」をテーマの一つとし、キャラクターの精神面に焦点を当てた暗めの話が続く。現在は原大陸を舞台とする第四部（原大陸編）が刊行中であるが、第三部にあたるエピソードは第四部中に出てくるのみである。
第一部
トトカンタの宿屋で非合法の金貸しを営む魔術士、オーフェン。いつものように宿で眠っていると、不良顧客の地人ボルカンに金儲けの話があると叩き起こされた。あまり当てにならない話だが、仕方なくとある富豪の屋敷へ向かうオーフェン達。そこで彼は一本の剣と異形の魔物の姿を目にする。それは紛れもなく、5年前のあの日に行方をくらませた「彼女」だった。
第二部
キムラックでの一件が片付き、再び姉探しの旅に出るオーフェン。道中で、ドラゴン種族の「聖域」のエージェント「ドッペル・イクス」と名乗るドラゴン種族に出会う。さらに、聖域と争っている「最接近領」の領主なる人物が現れて…。
第四部
20年の時が経ち、原大陸で魔術士学校を運営していたオーフェン。魔術戦士と共に革命闘士やヴァンパイア達と戦い続ける彼の元に現れたのはレティシャの息子マヨールであった。妹を追ってきた彼を他所に革命闘士との抗争はキエサルヒマと原大陸の開戦に発展する。
無謀編
全13巻。非合法の金貸し魔術士オーフェンは、今日も不良顧客ボルカンから金を取り立てようと様々な儲け話に飛びついていく。ある日、彼は派遣警察の捜査官であるコンスタンス・マギー（コギー）の訪問を受ける。非合法の金貸しを咎めに来たのかと身構えるオーフェンだったが、彼女はある放浪の凶悪犯を追ってトトカンタにたどり着き、その凶悪犯を知るというオーフェンに協力を求めてきたのだった。そしてオーフェンはコギーを交えた破滅的ドタバタの日常に巻き込まれていく。
プレオーフェン
「牙の塔」のなかでも別格の存在のチャイルドマン教室。教師も7人の生徒も皆個性が強く、毎週のように騒動を引き起こしている。まだ幼さの残るキリランシェロや、その他の面々の日常（騒動含め）を書き下ろしエピソードで描く。なお、「プレオーフェン」は、チャイルドマン教室をとりあげた短編群の総称として秋田自身が名づけたものだが、正式なタイトルとして「プレオーフェン」を冠した作品は存在せず、無謀編各巻の最終話として個別のサブタイトルで掲載されている。
まわり道
全2巻。『はぐれ旅』第一部の番外編。まさに「まわり道」をしたといえる内容の短編である。

## 登場人物
担当声優は、テレビアニメ第1作（第1期・Revenge） / 第2作（はぐれ旅）の順に表記。それ以外のものは別途記載。

### 主人公一行
オーフェン / キリランシェロ
声 - 森久保祥太郎（幼少期 - 中西裕美子） / 森久保祥太郎（幼少期 - 田澤利依子）
本作の主人公。「牙の塔」出身の黒魔術士で、本名は「キリランシェロ・フィンランディ」。20歳。身長171cm。体重61kg。
両親とは生後まもなく死別し、孤児院を経て「牙の塔」に入学。やがて最強の魔術士を集めたチャイルドマン教室に所属し、戦闘技術、なかでも暗殺技術を叩き込まれ、「サクセサー・オブ・レザーエッジ（鋼の後継）」や「アーティスティック・バトル・アスリート（戦闘芸術品）」といった二つ名を持つエリート候補生になった。
15歳の時に史上最年少で宮廷魔術士「十三使徒」に推挙されるが審問に失敗。その直後、ある事件をきっかけに「牙の塔」から離反、以後オーフェンを名乗り様々な場所と職を転々としてトトカンタに流れ着く（この時点の物語が『無謀編』）。さらに、トトカンタでアザリーと再会したことをきっかけに、クリーオウやマジクと共に再び各地を転々とすることになる（ここからが『はぐれ旅』の物語）。魔術士として仕事をすると身元が割れるため非合法の金貸しを営むが、（主として後述のボルカンのせいで）業績はほとんど上がらず常に金に困っている。そのため月1回の缶詰セールは生命線。
黒髪黒目に全身黒ずくめの服装と、とにかく黒を好む（黒魔術士の習性、とは本人の弁）。また、猫好き。「キリランシェロ」時代は2人の義姉に振り回される素直な性格だったが、現在は短気でガサツで大雑把な性格となり、何かにつけて暴力を振るう。ただし、仲間のピンチにはすぐに駆けつけるなど情に厚いところもある。工作が得意らしく、『無謀編』ではレンガやテーブルを破壊するほどの威力を持った鉄球を発射する「エドゲイン君1号」や、ダイアン部長刑事の発注による無能な部下をいたぶるための器具「ボンバー君1 - 7号」などを製作している。そのほか、いつどこで習い覚えたかは作者にも分からないがピアノを弾くことができる。
後日談では、天人種族の遺産の無断使用、聖域との接触および破壊、大陸結界の破壊など史上最大の罪状により王権反逆罪の賞金首になる。貴族連盟の殺し屋に追われながらも魔王オーフェンとして名を広め、結界消失後のキムラック大崩壊では派遣警察を撹乱して教主や死の教師を救助するなど王権反逆罪を重ねる。その後、信仰の拠り所を失ったキムラック教徒たちと共に新大陸に渡り、同地の開拓に成功。実質的な最高権力者となり「オーフェン・フィンランディ」を名乗るが、諸問題には頭を悩ませている。また、再会したクリーオウと結婚し、彼女との間に3人の娘をもうけた。
最終的に権力者の座を降り、家族とともに「荒野の揉めごと解決いたします」をモットーとしたフィンランディ商会を立ち上げた。
キャラクター造形のモデルは、『ドラゴンランス』（マーガレット・ワイス、トレイシー・ヒックマン共著）のレイストリン。
『このライトノベルがすごい!』男性キャラクター部門では2005年版で4位を獲得している。
クリーオウ・エバーラスティン
声 - 飯塚雅弓 / 大久保瑠美
本作のヒロイン。商業都市トトカンタの豪商・エバーラスティン家の末娘。17歳。身長155cm。体重44kg。『はぐれ旅』『まわり道』に登場し、興味本位と有り余る好奇心でオーフェンたちについてくる。
姉のマリアベルと同じ学校に通うのが嫌で一般市民の学校に通い、「戦争クラブ」に所属していた。そのため剣の腕に自信があるようで何かと剣を使いたがるが、実力は素人より多少腕が立つ程度である。学年制がなかったため、幼馴染で三歳年下のマジクとクラスも部活も一緒であり、ストレスが溜まると彼に八当たりしては憂さを晴らしていた。性格はオーフェン曰く「じゃじゃ馬、わがまま」であり、世間知らずの上に年齢より幼い言動を取る。金髪碧眼の商家のお嬢様だが、料理やベッドメイクなどの家事を得意とする。しかし、オーフェンたちに料理を作るとなぜか材料を台無しにしてしまう。
ディープ・ドラゴンの子供・レキになつかれ、頭に乗せて旅をする。『はぐれ旅』終盤に療養のため入院しオーフェンと別れるが、彼に会いたい一心で1人旅立ち、困難を乗り越えて再会を果たす様子が後日談で描かれた。後にオーフェンと結ばれ、3人の娘達と幸せに暮らす。
マジク・リン
声 - 南央美、鈴木千尋（青年期・新シリーズドラマCD） / 小林裕介
オーフェンがトトカンタで間借りしている宿屋「バグアップズ・イン」の経営者バグアップの一人息子。14歳。身長159cm。体重51kg。金髪碧眼で中性的な顔立ちの美少年である。
真面目でお人好しないじめられっ子気質だが、大人しそうな外見のわりに打たれ強く、立ち直りは早い。『無謀編』では同級生に苛められたり、変人に付きまとわれたり襲われたり、宿泊客のオーフェンに宿を壊されたり、学校にいる時から旅に出てからも年上で幼馴染のクリーオウには朝から晩までこき使われたりと気苦労は絶えない。学校の下駄箱には大量にラブレターが入っていたり、女の子から頻繁にデートに誘われたりと上級生からはわりと人気が会った様子。
『はぐれ旅』ではオーフェンに師事し、「お師様」と呼ぶ。魔術に関しては天才的で、全くの素人にもかかわらず魔術を使用し、オーフェンをも上回る威力の魔術を放ったり、一度見ただけのチャイルドマン教室の最秘奥を見よう見まねで再現するなど、異常なほどの素養を示したが、技術の成長スピードに経験が追いつかず旅の間は挫折と苦悩の連続であった。半年間の旅の末、一人前の魔術士と認められ、オーフェンの許から卒業。自らが考える理想の魔術士を目指す道を歩みだす。
東部編終了後は十三使徒の魔術士イザベラの正式な弟子となり、キエサルヒマ紛争ではハーティアの下で悪魔的な奮闘を見せ、母と同じ蔑称「ブラディ・バース」「魔王の弟子」「貴族殺し」と呼ばれる。戦犯に仕立て上げられ、人間に失望したマジクはキエサルヒマ大陸を去った。
新大陸に渡り、成人後は原大陸でもトップクラスの実力を有する術者となっている。オーフェンの懐刀として戦闘魔術騎士団に席をおき、騎士団内では「人間とは思えない」と、畏怖される存在に。 魔術学校に教師としても働いているが、こちらでは実力を隠しているせいか生徒達には大変舐められている。 オーフェンの娘・ラッツベインを弟子にもつが、おっとりした気質が似ているせいか、師弟関係は非常にゆるい。 立場上気の許せる相手が作れず、四六時中業務に追われ毎日疲労困憊していたりと色恋沙汰には無縁の生活を送っており、マジク当人もあまり関心がないのも手伝っていまだ独身である。そんな師匠を心配したラッツベインがお見合い話を頻繁に持ってくるが、連れてくる相手は全員変態か悪人な為毎回騒動にしかならない。
騎士団では直属の部下がラッツベインとオーフェン家の次女エッジになった為、姉妹喧嘩を繰り返す二人を尻目に苦労が絶えない日々を送っている。
人並み外れた魔術の才能と瞳の色が緑色である点から、ドラゴン種族と関わりがあるのでは？と長年に渡ってファンの間で噂されていたが、何の伏線でもないことが作者公式サイトで発表されている。しかし、「怪人、再び」で判明した母アイリスの正体からケシオン・ヴァンパイアの末裔である可能性が示唆された。
レキ
声 - 吉田古奈美（テレビアニメ第1作） / 佐々木望（テレビアニメ第2作）
フェンリルの森に生息するドラゴン種族の一種、ディープ・ドラゴンの子供。『はぐれ旅』『まわり道』に登場する。
見た目は小型犬そのものだが、強力な魔術を操ることができる。なぜかクリーオウになつき、クリーオウの頭の上を定位置とする。彼女の気まぐれのままに魔術を放つため、オーフェンやマジクはいつも脅威を感じている。物語終盤のキーパーソン。

### キーキャラクター
アザリー
声 - 篠原恵美 / 日笠陽子
オーフェンの義理の姉。25歳。身長166cm。体重56kg。くせのある髪にブラウンの瞳、性格は基本的に大雑把。フルネームは「アザリー・ケットシー」。
従姉妹のレティシャと孤児院に引き取られ、そこでキリランシェロと出会い姉弟のような関係となる。「牙の塔」ではチャイルドマンから天人種族の遺産について学ぶ。彼の個人的なエージェントとしての役割も担っていたらしい。チャイルドマン教室随一の魔力を誇り、通称は「天魔の魔女（ウィッチ・ケイオス）」。作中唯一の黒魔術と白魔術の両方を扱うことのできるキャラクターであり、ある意味ではチャイルドマンをも超える才能を持つ。ある事件により異形の姿となり、行方不明になる。
「プレオーフェン」では、他人の恋路にちょっかいを出したり、他愛の無い喧嘩で校舎を半壊させるなど、かなり強烈な暴走キャラクターとなっている。レティシャとの「定例姉妹喧嘩」は、周囲の恐怖の種となっていた。
レティシャ・マクレディ
声 - 三石琴乃 / 伊藤静
オーフェンの義理の姉。腰まである長髪に黒い瞳。性格は神経質で潔癖症、アザリーほどではないが時々暴走する。作中では「ティッシ」という愛称で呼ばれることが多い。
「牙の塔」ではチャイルドマンから（主として戦場での）戦闘技術を学ぶ。教室ではアザリーと並ぶ実力の持ち主で、アザリーとたびたび諍いを引き起こしては校舎に大損害を与えた。ヒステリーを起こすと魔術（魔力）が暴発する悪癖があり、周囲に無差別に魔力を撒き散らすことから「死の絶叫（キーニング）」という二つ名を与えられる。
『はぐれ旅』ではタフレム市に自宅を構え、2人の弟子と、キリランシェロが昔飼っていた猫と同居しながらキリランシェロとアザリーの帰りを待っていた。後日談ではクリーオウを鍛えて旅に送り出し、フォルテとの間に子供をもうける。最終的には1男1女の母となった。
名前はロス・マクドナルド『さむけ』の同名人物から取られた。
チャイルドマン・パウダーフィールド
声 - 中田譲治 / 浪川大輔
「牙の塔」教師にして大陸最強の黒魔術士であり、暗殺者。30歳。身長183cm。体重80kg。過去の経歴のほとんどが謎に包まれており、物語の鍵となっている。必要以上にしゃべらない寡黙な性格だが、「プレオーフェン」では時々茶目っ気のある姿も見せた。
チャイルドマン教室を組織し、7人の生徒に自分の技術・知識を一つずつ授けるが、その教え方には後に疑問が呈されている。オーフェンは自らを含めチャイルドマン教室のメンバーを「鳴けない小鳥」と喩えた（殺せない暗殺者、戦えない兵士、腹心で納まらない補佐、冷静でいられない指揮官）。
シスター・イスターシバ
声 - 井上喜久子（テレビアニメ第2作）
「天人種族」最後の一人で故人。指導的立場にあったらしい。チャイルドマンと関係があり、それは彼の名の由来とともに本編中で明かされる。
ロッテーシャ・クリューブスター
声 - 青木志貴（テレビアニメ第2作）
ナッシュウォータ市で剣術道場を開いている女性。クリーオウと同い年だが剣の腕は一流。伝説の剣客ビードゥー・クリューブスターの一人娘であり、彼が遺した魔剣「フリークダイアモンド」を所有している。
アルマゲスト・ベティスリーサ
声 - 石田彰（テレビアニメ第2作）
「最接近領」の領主。物語の鍵を握る人物で、魔王信仰者とも言われる。出会いは明かされていないが、コルゴンの知人かつ依頼者。
ダミアン・ルーウ
声 - 楠大典（テレビアニメ第2作）
アルマゲストに仕える白魔術士。肉体を捨てて久しい精神士であり、オーフェン曰く「大陸でももっとも優れた魔術士のひとり」。物語終盤より登場し、オーフェン・フォルテ・レティシャ・アザリーらと戦う。

### 地人
ボルカン
声 - 伊倉一恵 / 水野麻里絵
大陸南方の地人領マスマテュリアに住む「地人」種族の一人で、オーフェンが営む非合法金融業の不良顧客。18歳。身長130cm。体重70kg。とにかく短気で粗暴という見た目と一致した、問題児そのものな性格。幼い頃から問題ばかり起こしてきたため、家族から愛想を尽かされた末に勘当される。その際に弟のドーチンを無理矢理巻き込んで家を飛び出し、約2年もの間、大陸を放浪。地人というハンデのみならず、性格上の問題からまともな仕事にありつけるはずもなく、常に浮浪生活を送っていた。「マスマテュリアの闘犬」を自称するが、実際は弱者を狙っての恐喝や強盗といった悪行を繰り返すだけの小悪党に過ぎず、オーフェンには寸胴な外見から「福ダヌキ」と呼ばれる。弟の諌めも一切聞かないどころか反発してさらに事態を悪化させるほど思慮も浅いが、悪知恵にだけは長けている。故にオーフェンからは一切信用されておらず、救援を求めても無視されるなど自業自得の行動が目立つが、その度にオーフェンへの逆恨みを募らせる。
オーフェンの行く先々で借金返済（もしくは踏み倒し）の代わりにオーフェンに一攫千金的な当てにならない仕事を紹介する傍らで面倒事を必ず起こし、足を引っ張っては手酷い制裁を受ける（勿論、借金も返済どころか増える一方）。また借金帳消しを狙って「○○で△△し殺す」という脅し文句を叫びつつなまくら剣でオーフェンに挑むこともあるが、いつも返り討ちに遭っている。ただし地人の身体はとにかく頑丈で、オーフェンの攻撃魔術を受けても数秒で復活する。
『無謀編』では、禁止区域でゴミあさりや焚き火などを行い、コギーに追われることになる（本人たちに犯罪の自覚はない）。『はぐれ旅』では、オーフェンから逃げるためさらなる放浪を続けることになった。なお、自らをボルカノ・ボルカンと呼称するが、地人には本来家名というものが存在しない。
最終的には返済どころか面倒事しか持ってこないボルカンに辟易したオーフェンによって、借金は帳消しになる。
「覇王の剣」という名の古びた剣を所持しているが、その正体は肉厚な造りをしているだけの粗末かつ中古のなまくらな長剣（上述のなまくら剣がこれ）。しかもろくな手入れもされず、しばしばドーチンの頭を叩くのに使われるため、刃はほとんど潰れている。剣を鑑定した魔剣行商によると「トマトもよー斬れん中古品」とのこと。
ドーチン
声 - 椎名へきる / 渕上舞
ボルカンの弟。読書家・勉強家でぶ厚いメガネがトレードマーク。17歳。身長130cm。体重65kg。兄の家出に無理矢理付き合わされ、兄を諌めても聞き入れられず、挙句にオーフェンの制裁や災難に巻き込まれるという、本作には数少ない薄幸の良識人（昨今で言うところの「巻き込まれ体質」の持ち主）。ボルカン同様頑丈な身体を持つため、兄と共にオーフェンの各種実験台にされてしまうことが多い。

### 牙の塔

#### チャイルドマン教室
フォルテ・パッキンガム
声 - 松田健一郎（ドラマCD版） / 前野智昭
チャイルドマン教室の教室長兼教師補。アザリー、レティシャと同期で、非常識な面子が集まるチャイルドマン教室の中では比較的常識派。キリランシェロ、ハーティア、コミクロンらにとっても頼れる先輩だった。
チャイルドマンからは「チャイルドマン・ネットワーク（魔術を利用した情報網）」の管理技術を学ぶ。『はぐれ旅』では「牙の塔」の内部抗争に関わり、アザリーと共謀してオーフェンを利用し対抗勢力を一網打尽にするなど策士的な面を見せた。冷徹な人間に見えるが、キリランシェロへの同盟反逆罪適用を回避するため尽力したり、こっそりと学生時代のハーティアの恋の手伝いをしたり、塔に残ろうとしたマジクを諭すなど優しい一面もある。オーフェンは、外面に反して内面の冷静さに欠けることが欠点と評したが、マジクに対して「牙の塔に入るならチャイルドマン教室のフォルテ・パッキンガムを師に選べ」と指示しており、オーフェンの信頼は厚かった模様。
後日談ではレティシャと結婚し（入籍はしていない）、オーフェンのキエサルヒマ大陸への帰還時のメッセージを受け取り、息子をオーフェンの許へ送り込む。
ユイス、エルス、イト、エグム、エド、コルゴン、スウェーデンボリー
声 - 松山鷹志（ドラマCD版） / 小野大輔（テレビアニメ第2作）
キリランシェロの先輩でアザリーらの後輩。任務ごとに別の名前を使い、それらを付け足していった結果長い名前になった（『はぐれ旅』作中でさらにいくつか付け足されている）。教室では主に「コルゴン」と呼ばれる。
チャイルドマンからはキリランシェロと同じく「殺す技術」を学ぶが、コルゴンの場合は非公式であり彼に近しい者しか知らない。魔術士としての能力はアザリーをして完璧と言わしめるほどだが、剣や銃器を使いこなし魔術を行使することは少ない。「魔術士でありながら魔術士ではない」とオーフェンは評した。なお、魔術発動のための呪文はオーフェンと同じである。
他人の都合を斟酌しないエゴイストであり、「迷惑来訪者（ナイト・ノッカー）」の二つ名を持つ。作者によれば「単なる天然」。寡黙で何を考えているのか分からないところがあるが、オーフェンやアザリー、レティシャらを「家族」と呼び、自分の問題に巻き込むことを嫌うなど人間らしい情緒を持ち合わせている。同期のコミクロンとはなぜか気が合ったようで、彼がいなくなった後は牙の塔を出奔した模様。在籍中も長期に渡り姿を消すことがたびたびあり、放浪癖があると言われていた。
物語終盤にオーフェンと対立し、さらに後日談ではその件から来る怨恨と、いまだ残っていた貴族連盟との縁故からか、「魔王」暗殺指令を受けてオーフェンの許へ向かう。一騎討ちは相打ちとなったが、その後校長となったオーフェンの下で騎士団の隊長を務めている。
コミクロン
声 - 安田陸矢（テレビアニメ第2作）
キリランシェロの先輩でコルゴンと同期。「プレオーフェン」および『はぐれ旅』第1巻に登場する。常に白衣を着用し、男だが長い髪を2本のお下げに結っている。人の話を聞かない傾向があり、性格的には作者曰くボルカンにそっくりである。レティシャに想いを寄せている。
医療技術（治癒魔術）に長けているほか、「人造人間」と称する良く分からない機械（傍から見るとガラクタの塊）を作り出し、実験台としてキリランシェロと人造人間を戦わせるなど騒動もしばしば起こす。『はぐれ旅』では、とある理由からチャイルドマン教室のメンバー中最も不遇とされる。
ハーティア
声 - 置鮎龍太郎（少年期 - 野田順子） / 坂泰斗
オーフェンの同期。20歳。身長165cm。体重56kg。赤毛とそばかすが特徴で、「プレオーフェン」では女好きの一面を持つ。ひょんなことから入手した天人の遺産を身にまとうことで戦闘能力が向上し、飛行することも可能となる。「夢魔の貴族（ナイトメアブラッド）・ブラックタイガー」と名乗ったところドーチンにエビの名前と指摘され、以後「エビ男」と呼ばれてしまう。
チャイルドマンからは「チャイルドマン・ネットワーク」の管理の補佐（「ゴースト」の排除）のため、「行動と感情を切り離す」技術を学ぶ。高い能力を持つがオーフェン出奔後に成績が急降下し、なんとか大陸魔術士同盟トトカンタ支部で仕事を得る。オーフェンの行動によって人生が変わった人間の一人であり、オーフェンに対して複雑な感情を持つ。
オーフェンはハーティアを「自己顕示欲の強いところがあり、決して補佐では収まらないことが欠点」と評したが、後日談では聖域の解体に伴う混乱のなか子飼いの勢力を纏めあげ魔術士同盟に一大派閥を組織し、オーフェンの見識の正しさを証明することとなった。周囲からは混乱を利用してのし上がった悪人と蔑まれているようだが、オーフェンや牙の塔で派閥を組織するフォルテからはそうは思われてはいないようである。なお、『無謀編』には登場しない。
アニメ版では「エビ男」としてコミカルな面が強調された。アニメ版のブラックタイガーは子ども向け絵本の中のキャラクターという設定のため、ハーティアの「エビ男」は憧れから来る単なるコスプレとされており、天人の遺産とは全く関係が無い。

#### ウオール教室
ウオール・カーレン
声 - 津田健次郎（テレビアニメ第2作）
暗殺技術に長けたウオール教室の教師。キリランシェロを「牙の塔」へと導き、暗殺術の基礎を叩き込んだ。「牙の塔」の内部抗争においてフォルテ、ひいてはチャイルドマン教室と対立する。オーフェンは彼を「牙の塔最強の暗殺者」と呼んだが、当人は「真に最強の暗殺者は他にいる」と自嘲していた。
ミラン・トラム
声 - 吉野裕行（テレビアニメ第2作）
ウオール教室出身の魔術士。顔半分に酷い傷跡がある。オーフェンと同年代だが「牙の塔」最高執行部に名を連ねており、オーフェンとは因縁がある。通称の「ハイドラント（消火栓）」の由来は、「どこにでもいる」ことから。

### 十三使徒
プルートー
声 - 斧アツシ（ドラマCD版） / 日野聡（テレビアニメ第2作）
十三使徒の筆頭。王都の貴族連盟旗下の組織である十三使徒で育てられ、「牙の塔」のチャイルドマンに並ぶ天才的な魔術士として名を馳せた。「王都の魔人」の異名を持つ。
物語終盤に貴族連盟の意向を無視し指揮下の十三使徒を率いて最接近領へ突入し、その途中でオーフェンに接触。オーフェンをチャイルドマンの後継者として認め、一時的に行動を共にする。その行為は「貴族連盟を無視したもの」として王権反逆罪に問われ、一転して王都から追われる身となり、結果的に大陸魔術士同盟の本拠である牙の塔へ亡命のような形で逃げ込むことになる。
後日談では、その微妙な立場から牙の塔の教師ではあるものの教室を持つことは許されず、見習い魔術士の訓練教官をしている。魔術士学校の校長となったオーフェンに教師として招聘されるが断った。
マリア・フウォン
声 - 百々麻子（ドラマCD版） / 前田玲奈（テレビアニメ第2作）
女性黒魔術士。元「牙の塔」教師で、チャイルドマンをライバル視する優秀な魔術士。かつての二つ名は「天魔の魔女」。アザリーと同じ二つ名だった理由は、アザリー同様にマリアが下の世代にとって天才的かつ魔女のように厄介な人物であったため。『はぐれ旅』終盤および「プレオーフェン」に登場する。
イールギット・スィートハート
声 - 鎌倉有那（テレビアニメ第2作）
女性黒魔術士。「牙の塔」ではマリア・フウォン教室の生徒で、師と共に十三使徒に移籍した。アザリーやレティシャと何かにつけて張り合うが、大抵負けていたらしい。キリランシェロに気があったようだが、オーフェンが同一人物だとレティシャに指摘されるまで全く気づかなかった。
『はぐれ旅』終盤で、オーフェン一行と衝突あるいは共闘しながら最接近領へと侵入し、アザリーの伝言をオーフェンに伝える。
イザベラ
声 - 佐藤利奈（ドラマCD版） / 伏見はる香（テレビアニメ第2作）
女性黒魔術士。「牙の塔」ではマリア・フウォン教室の生徒で、師と共に十三使徒に移籍し、教師補となっている。
『はぐれ旅』最終話および後日談で、マジクを弟子として迎え、育てたことが明かされている。

### 死の教師
サルア・ソリュード
声 - 神奈延年（ドラマCD版） / 下妻由幸（テレビアニメ第2作）
大陸に8振りしかないガラスの剣を持つ剣の達人。オーフェンとはフェンリルの森で出会う。
オレイルに師事し、ガラスの剣があればクオにも負けないと自負する。「骨ごと粉砕することで戦闘能力を奪う」という持論から厚刃の剛刀を好む。23歳のはずだが実年齢より老けて見られることが多く、クリーオウにはおっさん臭いと言われる。お調子者に見えることもあるが自分なりの考えを持って行動している。
後日談ではキムラック難民を纏めあげるためにオーフェンと共に東奔西走し、のちにラポワントの市長の座に就く。オーフェン達との交流も続いているようである。
メッチェン・アミック
声 - 松浦チエ （ドラマCD版） / 鬼頭明里（テレビアニメ第2作）
遺跡盗掘団の女リーダーとしてオーフェンの前に現れる。戦闘技術に長けており、実戦経験も豊富。
純粋にキムラック教会を支持しており、うわべだけの仲間の死にも心を痛める優しい性格の持ち主。剣に対する持論から、ガラスの剣は使用せず自前の剣を愛用するが、カーロッタとの闘いで負った傷が元で右腕の筋力を損なう。年齢が近いこともあるのか、死の教師内ではサルアと一番気が合うらしい。
後日談ではサルアと共にオーフェンに招聘され、キムラック教徒や難民らから選抜した開拓民護衛団の団員の養成にあたる。
名前は同名の女優から取られた。
ネイム・オンリー
声 - 子安武人（テレビアニメ第2作）
死の教師の最年少メンバー。クオの実子。
その正体は薬物を使用して人工的に能力を高める狂気の暗殺者。だが服用による副作用で寿命を縮め、中年の男性と見間違う程に老けこんでしまっている。
魔術士と偽ってオーフェンに接触し、教会を守るために対峙。その死に間際はオーフェンに強烈なトラウマを与えた。
クオ・ヴァディス・パテル
声 - 杉田智和（テレビアニメ第2作）
死の教師の首長にして、最強の暗殺者。
キムラックに侵入したチャイルドマンを、オレイルと共に退けたとされている。星の紋章（ムールドアウル）の剣やイフリートの鎧といった天人種族の遺産を解析し、使いこなす。その解析技術はアザリーすら驚嘆させた。
カーロッタ・マウセン
声 - 坂本真綾（テレビアニメ第2作）
死の教師の1人。目立たない立場にあったが、サルアの兄ラポワントを殺害しクオの後釜に納まる。主に暗器を使用し、戦闘力は極めて高い。
オレイル・サリドン
声 - 緒方賢一（テレビアニメ第2作）
引退した死の教師。サルアの剣術の師であり、クオと共にチャイルドマンを退けたと言われる。
チャイルドマンとの闘いで負った傷により引退した。その時チャイルドマンが振るったナイフは彼からサルアへ、そしてサルアからオーフェンへと受け継がれた。

### 無謀編
コンスタンス・マギー
声 - 飯塚雅弓（ラジオドラマ、ゲーム） / 高橋美佳子 （ドラマCD） / 小山百代（テレビアニメ第2作）
派遣警察官。マギー三姉妹の次女で、通称「コギー」。父親は工業都市アーバンラマの蒸気王フレデリック（故人）である。子供と間違えられるほどの小柄童顔で、長い黒髪をいつも頭の後ろでシニョンの形にまとめている。
ボルカンを追ってトトカンタにやって来て、市内に下宿している。管轄を超えた大陸捜査権を持つエリート警官だが、軽犯罪者に誤って重罰を課しそうになる、犯人へ放った武器のダーツの矢が一般市民に命中する、など数々の失態を演じる。オーフェンを捜査の手伝いや自分のミスの尻拭いのために利用するが、墓穴を掘る結果になることの方が多い。周囲からは「無能警官」と呼ばれ、のちに二等官から三等官へと降格になった。『無謀編』のサブキャラクターの中ではダントツの登場回数を誇るが、ラシィが登場する回では開始早々に強引に退場させられることが多い。
後日談では派遣警察を辞め、実質オーフェンが指揮する開拓団実働班の警備団長として技師の夫と共に開拓プロジェクトに参加する。結婚後の名はコンスタンス・マギー・フェイズ。
名前はロス・マクドナルド『さむけ』の同名人物から取られた。
ボニー・マギー
声 - 大原さやか（ラジオドラマ、ドラマCD）
コギーの妹。通称「ボギー」。栗色の髪でお嬢様口調、言動は基本的に無責任。時々オーフェンを凌ぐ身体能力を発揮することがある。
初登場時はコギーと対立しており、オーフェンを彼女のボディーガードと勘違いしてまとめて葬り去ろうとする。あの手この手の嫌がらせや罠の設置が得意だが、効果はいつもいまいち。しかし非常に執念深く、懲りるということを知らない。なぜかオーフェンに惚れてしまい、オーフェンの住む宿屋でウエイトレスとして働きつつ彼につきまとうが、コギーと一緒になってオーフェンの駄目人間ぶりを糾弾することも多い。
ドロシー・マギー・ハウザー
声 - 斎賀みつき（ラジオドラマ）
コギーの姉。ロングストレートの小柄な女性だが、オーフェンを上回る格闘能力の持ち主。通称「ドギー」だが、夫のエドガー以外にドギーと呼ばれることを嫌う。咥えタバコがトレードマーク。
アーバンラマ市のカーマディ＆フレデリック工房の経営者であり、オーフェンを強引にビジネスに引っ張り込み、鉄砲玉のような役割をさせる。しかし、真の恐ろしさは夫と一緒の時に発揮され、ボニーは「姉が夫と一緒に訪ねてくる」という話を聞いただけで卒倒する。
『スレイヤーズVSオーフェン』では最強キャラクターの一人。また、妊娠が発覚する。後日談では、開拓団のプロジェクトリーダー兼スポンサー。
キース・ロイヤル
声 - 緑川光（ラジオドラマ、ゲーム） / 竹若拓磨（ドラマCD）
ボニーの執事（正確にはマギー家の執事見習い）。銀髪オールバックにタキシードを着用し、執事養成学校「岬の楼閣」出身と自称する。
ボニーと共に登場し、最初は命令通りにオーフェンを葬り去ろうとするが、物語が進むにつれボニーの扱いがぞんざいになっていく。慇懃で全てを煙にまく口調、異様な身体能力、タフや頑丈という言葉では説明できない回復力、さらに黒魔術士でもあるというなんでもありのキャラクターである。
『スレイヤーズVSオーフェン』では、同様に規格外のキャラクターである「白蛇のナーガ」と意気投合し、周囲を恐怖に陥れる。後日談では、開拓団を新大陸へ送り届ける船の船長を務めている。
バグアップ
声 - 沢木郁也 / 佐々木啓夫
宿屋「バグアップズ・イン」の経営者で、マジクの父。物事に動じず、目の前でオーフェンらが大騒動を繰り広げても大抵顔色ひとつ変えない。妻のアイリスとは同居はしていないが、時々マジクと共に会いに行く。
アイリス・リン
バグアップの妻で、マジクの母。最強の一人に数えられる強さを誇る女性。実はキリランシェロやアザリーと邂逅したことがある。
ダイアン・ブンクト
声 - 石塚運昇（ラジオドラマ）
コギーの上司。派遣警察の部長刑事。がっしりした体つきで、あまり長くない灰色がかった髪をオールバックにしている。コギー曰く「むっつり詐欺師」。
オーフェンを凌ぐ毒舌家で、趣味は無能な部下をいたぶること。そのための器具をオーフェンに発注したことがある。
エドガー・ハウザー
ドロシーの夫で、カーマディとフレデリック工房の共同経営者。義父のフレデリックに相当嫌われていたらしく、コギーは、エドガーとドロシーの結婚が両家の親の命を縮めたと考えている。オーフェンの魔術を傷一つなくかわすなどキースと同系統の変人で、キースとは気も合うらしい。意味不明の格言を引用する癖がある。
ラシィ・クルティ
大陸魔術士同盟トトカンタ支部の女性司書官。魔術士生活環境向上委員会に所属する。オーフェン曰く、コギー、ボギーと並ぶ「トトカンタ名物迷惑三人女」。直属の上司はハーティアだが、彼は『無謀編』にはほとんど登場しない。
思い込みの激しい性格で、オーフェンを「モグリさん」と呼び、彼を正業に就かせるための努力を重ねる。オーフェンとキリランシェロが同一人物であることに、本人の当時の写真を見ても気付かなかった。
ラッツベイン・フィンランディ
原大陸出身の魔術士。黒髪黒目のやや童顔の女性。オーフェンとクリーオウの娘で、三姉妹の長女にあたる。 『無謀編』最終巻の書き下ろしエピソード（本編の20年後）の主人公で17歳。新シリーズでは20歳になる。
性格はひたすらマイペースで、どんな時でも緊張感のかけらも無い呑気な素振りを見せているが、はにかみ屋で引っ込み思案な面も。ワニ好きで「ワニの杖」を所持している。 魔術の腕と威力は父親譲りだが、精神的に打たれ弱い部分があり、ひとたび逆境に追い込まれパニック状態に陥ると、プッツンを起こして大暴走するという悪癖を持つ。
魔術学校には通わず「なんか似てるから」という理由でオーフェンからマジクに押し付けられ弟子入りしているが、師弟関係は非常にゆるい。 マジクへのダメ出しを頻繁に口に出すが、愛情の裏返しからくるようで身内には師匠コン呼ばわりされるほど懐いている。なお、魔術士同盟には所属していないモグリの魔術士であることに加え、問題だらけの性格が災いして一向に定職にありつけず、アルバイト生活を数年続けていたが、とうとうクビに。帰郷しオーフェンの結成した魔術騎士団に所属、マジクの部下として働いている。 座右の銘は、「平和のために禍根は根こそぎ絶て」。
没キャラクターとしてあとがきに冗談半分で登場したのが初出である。

## 世界観
魔法や魔術が存在する。魔法は神々が行使する「世界を作る万能の力」、魔術は「世界の基本を変えずに限定で作り変える力」であり、魔術でできることとできないこと（生命の創造など）は明確に区別されている。
「魔法」の秘術の一部をドラゴン種族達が盗み出し、自分達が使えるように作り変えたものが「魔術」とされる。ドラゴン種族達が魔術を行使するようになると世界の構造に歪みが生じ、神々は歪みを正すためにドラゴン種族を滅ぼそうとし、その追撃から逃げ込んだのがキエサルヒマ大陸であると言われる。人間が使うことができる魔術はドラゴン種族の一種であるウィールドドラゴンと人間が交わった際に遺伝的に伝わったもので、魔術の素質は厳密に血統のみに由来し、先天的素養がない人間は絶対に魔術を使用できない。また、たとえ素養のある者でも魔術を自在に扱えるようになるには、大抵の場合数年かかる。魔術に覚醒した瞬間に魔力を制御できず死亡するケースも少なくなく、「牙の塔」が孤児ばかりを集めた魔術士養成機関である理由はこれによるところが大きい。
世界観は一般的な「剣と魔法」的なものとかなり異なっている。照明はガス灯だが、蒸気機関がほぼ実用段階に達し、国家機密レベルで発電機も実用化されているらしい。（但し、機関車や飛行機などの、運送機械はまだ未発達である。）など都市には近代的な水道が整備され、高層建築物も数多く見られる。まだ実験段階で性能・信頼性は低いが、拳銃などの銃火器も製造されるなど、その科学的水準は高い。貨幣制度も発達しており、キエサルヒマ大陸の何処でも価値が変わらない金貨・銀貨と、地域や塩の相場により価値の変動するソケット（ソルト・チケットの略）紙幣が流通している。一般人はスーツやTシャツなどに身を包み、剣などを持ち歩くことはほとんどない（市街地での剣の所持は警察等への届出が必要）。
魔術は喫茶店の氷の作成から医療の最終手段まで幅広く利用されており、魔術士の社会的地位は高い。優れた能力の持ち主は王宮で働くことも可能。ただし、約200年前には魔術士に対する偏見から「魔術士狩り」が行われ、現在でも地域によっては宗教上の理由などにより魔術士が迫害されることがある。

## 用語

### ドラゴン種族
ドラゴン種族とは、魔術を操る各種族の総称である。伝説にはドラゴン種族が神より世界を作る力である「魔法」を盗み出して自らも使える「魔術」にした、とある。広義には人間の魔術士もドラゴン種族に数えられるが、一般的にはそれ以外の6種族のことを指す。「○○ドラゴン」というのは魔術を操る生物としての呼び名で、本来の種名は後に来るノルニル、フェンリルなど。
いずれの種族も生物として人間をはるかに上回るポテンシャルを有しており、またその魔術も強大である。ドラゴン種族に共通する特徴として緑色の瞳があるが、神々の毒（呪い）により眼球が変化したものである。なお、ドラゴンと名はついているが、一般的な「翼を持つトカゲの様な怪物」の姿を持つ種はいない。ただし、神話に伝わる「唯一真なるドラゴン」やダイナソアと言う有翼爬虫類と情報が混じり、一般社会では正しくドラゴン種族を認知している者は意外に多くない。
ウィールド・ドラゴン＝ノルニル
「天人種族」とも呼ばれる。外見は人間の女性。かつては人間の指導的立場としてキエサルヒマ大陸を実質的に支配していたが、「女神」ヴェルダンディに遣わされた「魔獣バジリコック」と戦い、その影響で衰退・滅亡したとされている。
神々から受けた呪いにより子孫が残せなくなり、人間種族との混血によって種族を保とうとしたが、生まれてきたのは人間の魔術士であった。これが人間の魔術士の始まりである。元来は地下種族であるため地下に居住区を設け、また珍妙な武具を作るなど、外見は似ていても人間とは感性・性質が大きく異なることが描写されている。
使用魔術は「沈黙魔術」。
ディープ・ドラゴン＝フェンリル
外見は漆黒の巨大なオオカミ。戦いを得意とし、ドラゴン種族の「戦士」と呼ばれる。呪いにより思考能力を奪われ、暗示をかけることで辛うじて集団的な意思を保っている。元は水棲生物であったらしい。また、新シリーズ内で次元を移動し生活する生物を祖に持つことが明かされた。
使用魔術は「暗黒魔術」。
レッド・ドラゴン＝バーサーカー
本来の外見は赤毛の大熊に似た姿だが、実際に見た者はいないとされる。暗殺に特化した身体機能を持つ。魔術により常に姿を変えており、姿を変える所を見られることは一族の恥と考えられている。呪いにより本来の姿を忘れており、そのために繁殖ができない。
使用魔術は「獣化魔術」。
ミスト・ドラゴン＝トロール
外見は巨大な風呂釜あるいは塔を背負ったサイ。その身体は強靭極まりなく、鉈で切りつけても傷一つ負わない体皮に、溶岩にすら耐える熱を遮断する粘液を纏っている。石や金属を食べ体内で生成した弾丸を、背中に数本ある「砲身」から射出することができ、その威力は成体なら一海里沖に浮かぶ鉄鋼艦を撃沈できるほどである。
呪いにより、智恵を失ったとされる。人間種族が遭遇する機会が（人間に擬態したレッド・ドラゴンは別として）最も多いドラゴン種族であり、無差別に広域的破壊を行うため、徘徊する災害と呼ばれる。
使用魔術は「大気魔術」。
フェアリー・ドラゴン＝ヴァルキリー
外見はライオンのようなたてがみを持つ真紅のネコ。「平和の獣」とも呼ばれる。五感を全て失っており、外部からの刺激に全く反応しない。始祖魔術士のほか、聖域で1体が登場している。
使用魔術は「精霊魔術」。
ウォー・ドラゴン＝スレイプニル
外見は巨大な馬。「鋼鉄の軍馬」とも呼ばれる。かつては強大な軍事国家を築いたとされるが、現在は地人領マスマテュリアに生息し全ての個体が眠っている。地人領が寒冷なのは、ウォー・ドラゴンの体から放たれる冷気のため。なお、作中には始祖魔術士以外登場しない。
使用魔術は「破壊魔術」。

### 魔術
この世界の魔術は何かを媒体としなければ発生させることができない。人間の魔術士達が使う魔術は声を媒体とし、「音声魔術」と呼ばれる。有効範囲は声の届く範囲内で、魔力によって構成（魔術士にしか知覚できない魔術のイメージ、当然ながら音声魔術の構成はドラゴン種族も知覚可能）を練り上げ、魔術の及ぶ範囲を呪文によって決定することで魔術が発動する。音声は魔術を行使するための媒体でしかないため発動の際に叫ぶ言葉は何でも良く、言葉の意味と発動する魔術の内容には関係がない。ただし、あまり突拍子もない言葉を呪文にすると構成に集中しにくいなどの理由により、ほとんどの魔術士は独自の呪文を使用している。叫び声だけでなく通常の会話、鼻歌やうめき声であっても発動は可能なため、魔術士を意識を保ったまま無力化することは極めて困難である。
人間の魔術士の魔術は2種類に分類され、オーフェンらが使用する、熱や光など主に物理現象に干渉する魔術を「黒魔術」と呼ぶ。また、主に時間や精神を支配し、一切の物理法則を無視することのできる魔術を「白魔術」と呼ぶ。白魔術は扱える者が圧倒的に少なく、かつ絶大な力を持つため、貴族連盟によってほぼ全ての使い手が「霧の滝」と呼ばれる要塞に幽閉されている。ただし、白魔術士達は特に出て行く理由がないため半ば自主的にそこにいるのであり、脱出しようとする白魔術士を阻止することは実際にはほぼ不可能である。なお、白魔術士には肉体を捨て精神だけの存在となった「精神士」が存在する。いわば幽霊に近い存在であり、より効率的に魔術を行使できるが、自我を保つのが非常に困難となる。精神士に対して、通常の肉体を持つ白魔術士を「肉体士」とも呼ぶ。
ドラゴン種族が扱う魔術は以下の通り。
- ウィールド・ドラゴン：文字を媒体とする「沈黙魔術」
  - 魔術文字を媒体として行使する。魔術文字を物体に刻むことで魔術の機能を付加した製品を創り出すことが可能。これらは「天人種族の遺産」と呼ばれ、指輪、衣服、武器、ロボット（殺人人形）、大規模な施設など、形状や機能は様々である。
- ウォー・ドラゴン：思念を媒体とする「破壊魔術」
  - 破壊に特化し、威力のみであれば最強の魔術とされる。始祖魔術士を除き作中に一切登場しないため、「破壊魔術」についての具体的な描写はない。
- ディープ・ドラゴン：視線を媒体とする「暗黒魔術」
  - 視線を媒体に、生物・非生物を問わずあらゆる物に暗示をかけて支配する。空間に「距離は0である」と暗示をかけ擬似空間転移を行う、生物を支配し五感を共有した使い魔にする、魂を消滅させ廃人にする、物体を一瞬で損壊させる、など極めて強力な能力を持つ。
- フェアリー・ドラゴン：契約を媒体とする「精霊魔術」
  - 精霊（意思を持った自然現象）と契約を交わすことで魔術を行使する。契約を媒体とするため双方の同意が必要であり、契約の範囲以外のことには一切作用しないが、呼び出された精霊はあらゆる障害を乗り越えて契約を果たす。彼らの残した魔術の道具を用いることで、限定的ではあるが人間もその魔術を再現することが可能である。
- レッド・ドラゴン：自身の肉体を媒体とする「獣化魔術」
  - 自らの肉体・体液を媒体とし、肉体を様々な状態に変化させる。指を鞭や槍のような武器の形状とする、斬られた腕を即座に再生させる、全身の流動化や透明化、など元々の強靭な身体能力と相まって強力な能力を発揮する。
- ミスト・ドラゴン：においを媒体とする「大気魔術」
  - 天候を操作する。威力そのものは他のドラゴン種族（黒魔術士、白魔術士を除く）に比べて低いが、その効果範囲は数キロにも及ぶ。

### 牙の塔（用語解説）
キエサルヒマ大陸の魔術士養成機関の最高峰の1つ。各地から魔術の素養のある孤児を集めて教室単位で育成しており、なかでもチャイルドマン教室は別格の存在である。大陸魔術士同盟（ダムズルズ・オリザンズ）の総本山でもあり、長老を中心とした最高執行部による自治が行われている。名前の由来はタフレム市にある天人種族の遺跡「世界図塔」からであり、建物の構造はむしろ城砦に近い。魔術の暴走などによる損害を防ぐため、建物は魔術で強化されている。チャイルドマン教室の生徒（レティシャ、コミクロン、ハーティア、キリランシェロ）が魔術を使用して全力で闘った際も、2割程度の損壊で済んだという。

### 運命の三女神（ウィールド・シスターズ）
ウルド（過去）、ヴェルダンディ（現在）、スクルド（未来）の3姉妹。元は北欧神話に登場する女神である。かつて、歪んだ世界構造を正すためにドラゴン種族を絶滅させようとしたとされる。女神信仰を持つ人間の大部分は、ドラゴンとの混血種族である魔術士を極端に嫌っており、総本山である「聖都」キムラックは魔術士の立ち入りを一切禁じている。

### キムラック教会
運命の三女神を信仰する宗教組織。異端の教師の暗殺を目的とした直属部隊「死の教師」を擁している。彼らは対魔術士用の戦闘訓練を受け、大陸に8振りしかない特殊な強化ガラスの剣やドラゴンが鍛えた道具を身に付けている。

### 十三使徒（用語解説）
貴族連盟に従属する宮廷魔術士団。十三使徒＝13人ではなく、100人以上のトップクラスの魔術士で構成されている。最高責任者は「王都の魔人」プルートー。牙の塔にもエージェントを派遣し、優秀な魔術士をスカウトしている。なお、15歳で審問に推挙されたのはキリランシェロ1人だけらしい。

### 最接近領
アルマゲストが領主として治めている土地。名前の由来は、ドラゴン種族の聖域に最も近い領地であるため。地理的にはアーバンラマのはるか西方、東部側のフェンリルの森付近らしい。

## 既刊一覧

### 小説

#### 本編
- 秋田禎信（著）・草河遊也（イラスト）、富士見書房〈富士見ファンタジア文庫〉、全20巻
  - 『魔術士オーフェンはぐれ旅 我が呼び声に応えよ獣』、1994年5月25日初版発行（5月12日発売[13]）、ISBN 4-8291-2564-0
  - 『魔術士オーフェンはぐれ旅 我が命にしたがえ機械』、1994年9月25日初版発行（9月9日発売[14]）、ISBN 4-8291-2585-3
  - 『魔術士オーフェンはぐれ旅 我が胸で眠れ亡霊』、1995年1月25日初版発行（1月11日発売[15]）、ISBN 4-8291-2608-6
  - 『魔術士オーフェンはぐれ旅 我が森に集え狼』、1995年5月25日初版発行（5月19日発売[16]）、ISBN 4-8291-2627-2
  - 『魔術士オーフェンはぐれ旅 我が過去を消せ暗殺者』、1995年10月25日初版発行（10月20日発売[17]）、ISBN 4-8291-2650-7
  - 『魔術士オーフェンはぐれ旅 我が塔に来たれ後継者』、1996年4月25日初版発行（4月19日発売[18]）、ISBN 4-8291-2680-9
  - 『魔術士オーフェンはぐれ旅 我が遺志を伝えよ魔王』、1996年8月25日初版発行（8月20日発売[19]）、ISBN 4-8291-2697-3
  - 『魔術士オーフェンはぐれ旅 我が聖都を濡らせ血涙』、1997年1月25日初版発行（1月20日発売[20]）、ISBN 4-8291-2729-5
  - 『魔術士オーフェンはぐれ旅 我が神に弓ひけ背約者（上）』、1997年6月25日初版発行（6月20日発売[21]）、ISBN 4-8291-2750-3
  - 『魔術士オーフェンはぐれ旅 我が神に弓ひけ背約者（下）』、1997年10月25日初版発行（10月17日発売[22]）、ISBN 4-8291-2777-5
  - 『魔術士オーフェンはぐれ旅 我が夢に沈め楽園（上）』、1998年4月25日初版発行（4月24日発売[23]）、ISBN 4-8291-2811-9
  - 『魔術士オーフェンはぐれ旅 我が夢に沈め楽園（下）』、1998年10月25日初版発行（10月21日発売[24]）、ISBN 4-8291-2850-X
  - 『魔術士オーフェンはぐれ旅 我が運命導け魔剣』、1999年4月25日初版発行（4月16日発売[25]）、ISBN 4-8291-2883-6
  - 『魔術士オーフェンはぐれ旅 我が心求めよ悪魔』、1999年10月25日初版発行（10月19日発売[26]）、ISBN 4-8291-2925-5
  - 『魔術士オーフェンはぐれ旅 我が絶望つつめ緑』、2000年4月30日初版発行（4月26日発売[27]）、ISBN 4-8291-2964-6
  - 『魔術士オーフェンはぐれ旅 我が戦場に踊れ来訪者』、2001年1月25日初版発行（1月18日発売[28]）、ISBN 4-8291-1319-7
  - 『魔術士オーフェンはぐれ旅 我が庭に響け銃声』、2001年8月25日初版発行（8月20日発売[29]）、ISBN 4-8291-1368-5
  - 『魔術士オーフェンはぐれ旅 我が館にさまよえ虚像』、2002年3月25日初版発行（3月20日発売[30]）、ISBN 4-8291-1416-9
  - 『魔術士オーフェンはぐれ旅 我が聖域に開け扉（上）』、2003年3月25日初版発行（3月20日発売[31]）、ISBN 4-8291-1502-5
  - 『魔術士オーフェンはぐれ旅 我が聖域に開け扉（下）』、2003年9月25日初版発行（9月20日発売[32]）、ISBN 4-8291-1557-2

#### 短編
- 秋田禎信（著）・草河遊也（イラスト）、富士見書房〈富士見ファンタジア文庫〉、全13巻
  - 『魔術士オーフェン・無謀編1 てめぇら、とっとと金返せ！』、1996年2月25日初版発行（2月20日発売[33]）、ISBN 4-8291-2667-1
  - 『魔術士オーフェン・無謀編2 馬鹿は一人でたくさんだ！』、1996年6月25日初版発行（6月20日発売[34]）、ISBN 4-8291-2685-X
  - 『魔術士オーフェン・無謀編3 お前はいったいなんなんだ!?』、1996年10月25日初版発行（10月18日発売[35]）、ISBN 4-8291-2709-0
  - 『魔術士オーフェン・無謀編4 顔を洗って出直しな！』、1997年4月25日初版発行（4月18日発売[36]）、ISBN 4-8291-2735-X
  - 『魔術士オーフェン・無謀編5 あきれてものも言えねえぜ！』、1998年1月25日初版発行（1月20日発売[37]）、ISBN 4-8291-2795-3
  - 『魔術士オーフェン・無謀編6 自分がイヤにならねえか？』、1998年7月25日初版発行（7月22日発売[38]）、ISBN 4-8291-2822-4
  - 『魔術士オーフェン・無謀編7 一生ひとりで遊んでろ！』、1999年1月25日初版発行（1月19日発売[39]）、ISBN 4-8291-2862-3
  - 『魔術士オーフェン・無謀編8 それはいろいろまずいだろ？』、1999年7月25日初版発行（7月12日発売[40]）、ISBN 4-8291-2899-2
  - 『魔術士オーフェン・無謀編9 同情なんていらねえぜ！』、2000年1月25日初版発行（1月14日発売[41]）、ISBN 4-8291-2939-5
  - 『魔術士オーフェン・無謀編10 なかったことに出来ねえか？』、2000年7月25日初版発行（7月14日発売[42]）、ISBN 4-8291-2982-4
  - 『魔術士オーフェン・無謀編11 もういいかげんあきらめろ！』、2001年2月25日初版発行（2月20日発売[43]）、ISBN 4-8291-1330-8
  - 『魔術士オーフェン・無謀編12 そのまま穴でも掘っていろ！』、2001年11月25日初版発行（11月20日発売[44]）、ISBN 4-8291-1393-6
  - 『魔術士オーフェン・無謀編13 これで終わりと思うなよ！』、2003年10月25日初版発行（10月18日発売[45]）、ISBN 4-8291-1561-0

#### 番外編
- 秋田禎信（著）・草河遊也（イラスト）、角川書店〈角川mini文庫〉、全2巻
  - 『魔術士オーフェンまわり道1 悪逆の森』、1997年11月25日初版発行（11月20日発売[46]）、ISBN 4-04-700213-5
  - 『魔術士オーフェンまわり道2 ゼロの交点』、1998年9月25日初版発行（同日発売[47]）、ISBN 4-04-700254-2

#### 新シリーズ
- 秋田禎信（著）・草河遊也（イラスト）、TOブックス、既刊12巻（2021年1月20日現在）
  - 『魔術士オーフェンはぐれ旅 キエサルヒマの終端』、2011年9月30日第1刷発行（9月24日発売[48]、ISBN 978-4-904376-69-0
  - 『魔術士オーフェンはぐれ旅 約束の地で』、2011年10月31日第1刷発行日（10月25日発売[48]、ISBN 978-4-904376-70-6
  - 『魔術士オーフェンはぐれ旅 原大陸開戦』、2011年11月31日第1刷発行日（11月25日発売[48]）、ISBN 978-4-904376-71-3*** 初回限定版：同日発売、ISBN 978-4-904376-86-7
  - 『魔術士オーフェンはぐれ旅 解放者の戦場』、2012年3月31日第1刷発行（3月25日発売[48]）、ISBN 978-4-904376-99-7
    - 初回限定版：同日発売、ISBN 978-4-904376-98-0

  - 『魔術士オーフェンはぐれ旅 魔術学校攻防』、2012年9月30日第1刷発行（9月25日発売[48]）、ISBN 978-4-86472-042-7
    - 初回限定版：2012年9月15日発売[48]、ISBN 978-4-86472-043-4

  - 『魔術士オーフェンはぐれ旅 鋏の託宣』、2013年2月15日第1刷発行（同日発売[48]）、ISBN 978-4-86472-098-4
    - 初回限定版：2013年1月25日発売[48]、ISBN 978-4-86472-097-7

  - 『魔術士オーフェンはぐれ旅 女神未来（上）』、2013年10月31日第1刷発行（10月25日発売[48]）、ISBN 978-4-86472-182-0
    - 初回限定版：同日発売[48]、ISBN 978-4-86472-181-3

  - 『魔術士オーフェンはぐれ旅 女神未来（下）』、2014年5月25日第1刷発行（同日発売[48]）、ISBN 978-4-86472-182-0
    - 初回限定版：同日発売[48]、ISBN 978-4-86472-181-3

  - 『魔術士オーフェンはぐれ旅 魔王編』、2014年11月25日第1刷発行（同日発売[48]）、ISBN 978-4-86472-308-4
  - 『魔術士オーフェンはぐれ旅 手下編』、2015年9月25日発売[48]、ISBN 978-4-86472-425-8
  - 『魔術士オーフェンはぐれ旅 コミクロンズ・プラン』、2020年1月1日第1刷発行（2019年12月25日発売[49]）、ISBN 978-4-86472-900-0
  - 『魔術士オーフェンはぐれ旅 ハーティアズ・チョイス』、2021年2月1日第1刷発行（1月20日発売[50]）、ISBN 978-4-86699-108-5
- 秋田禎信（著）・草河遊也（イラスト） 『魔術士オーフェンはぐれ旅 新シリーズ（文庫版）』 TOブックス〈TO文庫〉、既刊10巻（2018年6月1日現在）
  - 『魔術士オーフェンはぐれ旅 キエサルヒマの終端』、2017年9月1日発売[51]、ISBN 978-4-86472-612-2
  - 『魔術士オーフェンはぐれ旅 約束の地で』、2017年10月1日発売[52]、ISBN 978-4-86472-613-9
  - 『魔術士オーフェンはぐれ旅 原大陸開戦』、2017年11月1日発売[53]、ISBN 978-4-86472-628-3
  - 『魔術士オーフェンはぐれ旅 解放者の戦場』、2017年12月1日発売[54]、ISBN 978-4-86472-639-9
  - 『魔術士オーフェンはぐれ旅 魔術学校攻防』、2018年1月1日発売[55]、ISBN 978-4-86472-641-2
  - 『魔術士オーフェンはぐれ旅 鋏の託宣』、2018年2月1日発売[56]、ISBN 978-4-86472-642-9
  - 『魔術士オーフェンはぐれ旅 女神未来（上）』、2018年3月1日発売[57]、ISBN 978-4-86472-643-6
  - 『魔術士オーフェンはぐれ旅 女神未来（下）』、2018年4月2日発売[58]、ISBN 978-4-86472-644-3]
  - 『魔術士オーフェンはぐれ旅 魔王編』、2018年5月1日第1刷発行（同日発売[59]）、ISBN 978-4-86472-645-0
  - 『魔術士オーフェンはぐれ旅 手下編』、2018年6月1日第1刷発行（同日発売[60]）、ISBN 978-4-86472-646-7

#### 新装版
- 秋田禎信（著）・草河遊也（イラスト） 『魔術士オーフェンはぐれ旅 新装版』 TOブックス、全10巻
  1. 2011年9月発売[61]、ISBN 978-4-904376-73-7
  2. 2011年10月発売[61]、ISBN 978-4-904376-76-8
  3. 2011年11月発売[61]、ISBN 978-4-904376-77-5
  4. 2011年12月発売[61]、ISBN 978-4-904376-78-2
  5. 2012年1月発売[61]、ISBN 978-4-904376-79-9
  6. 2012年2月発売[61]、ISBN 978-4-904376-80-5
  7. 2012年3月発売[61]、ISBN 978-4-904376-81-2
  8. 2012年4月発売[61]、ISBN 978-4-904376-82-9
  9. 2012年5月発売[61]、ISBN 978-4-904376-83-6
  10. 2012年6月発売[61]、ISBN 978-4-904376-84-3
- 秋田禎信（著）・草河遊也（イラスト） 『魔術士オーフェン しゃべる無謀編』 TOブックス、全7巻
ドラマCD付・無謀編のみの新装版。
  1. 2012年11月25日発売[62]、ISBN 978-4-86472-071-7
  2. 2012年12月25日発売[62]、ISBN 978-4-86472-072-4
  3. 2013年2月25日発売[62]、ISBN 978-4-86472-073-1
  4. 2013年3月25日発売[62]、ISBN 978-4-86472-074-8
  5. 2013年4月25日発売[62]、ISBN 978-4-86472-075-5
  6. 2013年5月25日発売[62]、ISBN 978-4-86472-076-2
  7. 2013年6月25日発売[62]、ISBN 978-4-86472-140-0
- 秋田禎信（著）・草河遊也（イラスト） 『魔術士オーフェン プレ編』 TOブックス〈TO文庫〉、全2巻
プレ編のみの新装版。
  1. 2019年2月1日第1刷発行（1月19日発売[63]）、ISBN 978-4-86472-772-3
  2. 2019年4月1日第1刷発行（同日発売[64]）、ISBN 978-4-86472-797-6

### 漫画
- 秋田禎信（原作）・沢田一（作画） 『魔術士オーフェンはぐれ旅』 角川書店〈角川コミックス・ドラゴンJr.〉、全6巻
  1. 1998年9月25日発売[65]、ISBN 4-04-712175-4
  2. 1998年12月24日発売[66]、ISBN 4-04-712181-9
  3. 1999年7月29日発売[67]、ISBN 4-04-712195-9
  4. 2000年2月29日発売[68]、ISBN 4-04-712222-X
  5. 2000年12月26日発売[69]、ISBN 4-04-712251-3
  6. 2001年7月30日発売[70]、ISBN 4-04-712274-2
- 秋田禎信（原作）・沢田一（作画） 『魔術士オーフェンはぐれ旅 パロディ大入袋』 角川書店〈角川コミックス・ドラゴンJr.〉、1999年8月31日発売[71]、ISBN 4-04-712202-5
- 『魔術士オーフェンはぐれ旅 ぱろでぃスペシャル』 角川書店〈角川コミックス・ドラゴンJr.〉、2000年2月29日発売[72]、ISBN 4-04-712224-6
- 秋田禎信（原作）・沢田一（作画） 『魔術士オーフェンはぐれ旅 MAX』 角川書店〈角川コミックス・ドラゴンJr.〉、全2巻
  1. 2003年2月27日発売[73]、ISBN 4-04-712322-6
  2. 2003年4月28日発売[74]、ISBN 4-04-712327-7
- 秋田禎信（原作）・連（作画）・小沢パンダ（脚本） 『魔術士オーフェンはぐれ旅 我が呼び声に応えよ獣』 KADOKAWA〈ファミ通クリアコミックス〉、全2巻
  1. 上：2017年3月15日発売[75]、ISBN 978-4-04-734528-7
  2. 下：2017年8月31日発売[76]、ISBN 978-4-04-734701-4
- 秋田禎信（原作）・連（作画）・小沢パンダ（脚本） 『魔術士オーフェンはぐれ旅 我が命にしたがえ機械』 KADOKAWA〈ファミ通クリアコミックス〉、全2巻
  1. 上：2018年3月28日発売[77]、ISBN 978-4-04-735049-6
  2. 下：2018年3月28日発売[78]、ISBN 978-4-04-735050-2
- 秋田禎信（原作）・連（作画） 『魔術士オーフェンはぐれ旅 我が胸で眠れ亡霊』 KADOKAWA〈ファミ通クリアコミックス〉、2018年11月15日発売[79]、ISBN 978-4-04-735316-9
- 秋田禎信（原作）・雀葵蘭（作画） 『魔術士オーフェンはぐれ旅 プレ編』 TOブックス〈コロナ・コミックス〉、全2巻
  1. 2019年1月1日第1刷発行（2018年12月25日発売[80]）、ISBN 978-4-86472-769-3
  2. 2019年12月14日発売[81]、ISBN 978-4-86472-897-3
- 秋田禎信（原作）・矢上裕（作画） 『魔術士オーフェンはぐれ旅 無謀編』 TOブックス〈コロナ・コミックス〉、全6巻
  1. 2018年12月25日発売[82]、ISBN 978-4-86472-768-6
  2. 2019年5月25日発売[83]、ISBN 978-4-86472-809-6
  3. 2019年12月14日発売[84]、ISBN 978-4-86472-896-6
  4. 2020年3月14日発売[85]、ISBN 978-4-86472-935-2
  5. 2020年12月15日発売[86]、ISBN 978-4-86699-099-6
  6. 2021年3月1日発売[87]、ISBN 978-4-86699-164-1

## 関連商品

### 作品ガイド
全て発行元は富士見書房。
- 『魔術士オーフェンはぐれ旅 DX』、1998年9月30日初版発行（9月25日発売[88]）、ISBN 4-8291-7394-7
- 『エンサイクロペディア 魔術士オーフェン』、1999年4月10日初版発行（3月25日発売[89]）、ISBN 4-8291-7410-2
- 『エンサイクロペディア 魔術士オーフェン無謀編』、2000年7月10日初版発行（6月30日発売[90]）、ISBN 4-8291-7444-7
- 『魔術士オーフェンファンブック』、2000年11月1日初版発行（10月30日発売[91]）、ISBN 4-8291-7458-7

### イラスト集
『原画展2012』の発行元はティー・オーエンタテインメント、他は全て発行元は富士見書房。
- 『魔術士オーフェンはぐれ旅 鋼の後継者 草河遊也画集』、1998年9月10日初版発行（8月31日発売[92]）、ISBN 4-8291-9121-X
- 『魔術士オーフェンはぐれ旅 黒の聖域 草河遊也画集』、2002年4月10日初版発行（3月25日発売[93]）、ISBN 4-8291-9124-4
- 『魔術士オーフェンはぐれ旅 草河遊也原画展2012（原画集）』、2012年6月15日発売、ISBN 978-4-86472-025-0

### ボイスブック
シリーズ生誕25周年プロジェクトを記念し、新装版の本編を元にしたAudible版（ボイスブック）が2019年3月20日より順次配信された。全10巻。朗読は全編、森久保祥太郎が担当する。

### その他
- 『PS2版 魔術士オーフェン サウンドトラック完全盤』2000年8月2日発売 / 発売：avex trax / 品番：AVCD-11831/2
- 『Sorcerous Stabber ORPHEN 魔術士オーフェン 公式攻略ガイドブック』 富士見書房〈ドラゴンマガジンゲームコレクション〉、2000年8月1日発売[95]、ISBN 4-8291-7457-9
- 『Sorcerous Stabber ORPHEN ～魔術士オーフェン～ 完全攻略ガイド』 メディアワークス〈電撃攻略王〉、2000年8月10日初版発行（8月3日発売[96]）、ISBN 4-8402-1572-3
- 『コミックアンソロジー ドラゴン☆オールスターズ 青版』 角川書店〈ドラゴンコミックス〉、2003年9月25日発売[97]、ISBN 4-04-926234-7
  - 「ドラゴン☆オールスターズ」参加作品のアンソロジーコミック第1弾。
- 『まぶらほVSスレイヤーズ!? ドラゴン☆オールスターズ 激闘編』 角川書店〈ドラゴンコミックス〉、2004年3月26日発売[98]、ISBN 4-04-926235-5
  - 「ドラゴン☆オールスターズ」参加作品のアンソロジーコミック第2弾。
- 秋田禎信（著）・草河遊也（イラスト） 『スレイヤーズVSオーフェン』 富士見書房、2005年7月10日初版発行（6月28日発売[99]）、ISBN 4-8291-7584-2
  - 神坂一とのコラボレーション作品。月刊ドラゴンマガジン2001年4月号増刊「ファンタジアバトルロイヤル」掲載分に加筆修正を行い、書き下ろし短編を追加。予約限定生産。後に発売された新書判は通常販売。『スレイヤーズ』『魔術士オーフェン』のキャラクター（『オーフェン』からはオーフェン、マギー3姉妹、キース）が異世界に召喚され、騒動を巻き起こすという内容である。
  - 新書判：2013年9月25日初版発行（9月20日発売[100]）、ISBN 978-4-04-071035-8
- 『秋田禎信BOX』TOブックス、2009年12月22日第1刷発行（同日発売[101]）、ISBN 978-4-904376-14-0
  - 著者の単行本未収録作品や未発表作品を収録した作品集。完結していた本作の続編も収録された。後日、そちらは正式に新シリーズとなった。完全受注生産。
- 『魔術士オーフェン アンソロジー』 TOブックス、2019年11月30日発売[102]、ISBN 978-4-86472-879-9
  - ノベルアンソロジー。 執筆者は、香月美夜、神坂一、河野裕、橘公司、平坂読。解説が水野良。イラストは草河遊也。

## ラジオ
1998年から2000年にTBSラジオで2期に分けて放送された。

## アニメ
1998年から2000年にかけて、東京放送（現・TBSテレビ）で2期に分けて放送された。
2020年には「シリーズ生誕25周年プロジェクト」の一環として、新作テレビアニメが放送。

## ゲーム

### MAGIUSシリーズ
MAGIUSを元にした テーブルトークRPG。基本ルールブックである『MAGIUSスタートブック』（1995年3月13日発売、ISBN 4-8291-4290-1）が別途必要。
- 『魔術士オーフェン 私闘編』高平鳴海（著）、富士見書房〈富士見ドラゴンブック〉、1997年10月30日初版発行（10月23日発売[105]）、ISBN 4-8291-4343-6
- 『魔術士オーフェン 野望編』高森健一（著）、富士見書房〈富士見ドラゴンブック〉、1998年2月28日初版発行（2月16日発売[106]）、ISBN 4-8291-4348-7

### Sorcerous Stabber ORPHEN 魔術士オーフェン
2000年8月3日に角川書店・ESPより発売されたPlayStation 2（PS2）用3Dアクションロールプレイングゲーム。ストーリーは4部構成で、全てをプレイすると物語の核心ともいえる第4部に進む。キャストはアニメ版に準拠し、フルボイスとなっている。なお、オリジナルキャラクターのデザインは草河遊也が手がけた。ファミ通の40点満点のクロスレビューでは22点。2002年3月7日には、廉価版『Sorcerous Stabber ORPHEN 魔術士オーフェン KADOKAWA THE Best』が発売された。
北米・欧州では、『Orphen: Scion of Sorcery』のタイトルでActivision Inc. より発売された。E3 2000（2000年5月11 - 13日、会場：ロサンゼルス・コンベンションセンター）に出展され、北米では2000年10月26日、欧州では同年11月24日に発売された。いずれもPS2本体の発売日と同日で、本作は北米・欧州におけるローンチタイトルの1つとなっている。

#### ストーリー（ゲーム）
オーフェン達はボルカンが持ち込んだ儲け話に乗り、産業都市アーバンラマへ向かうために船へ乗り込むが、乗るべき船を間違えた挙句に船は謎の魔物に襲われ、難破してしまう。乗り間違えた船の行き先であった怪しげな島「カオス島」にたどり着いたオーフェンらは、3人の同乗者と協力して島の探索を始める。

#### オリジナルキャラクター
セフィ
声 - 佐久間レイ
宮廷の踊り娘だったという美女。死んだ恋人を一途に想い、遺品をカオス島に届けにくる。身のこなしの良さは常人の比ではなく、少しだが魔術も使える。
ゼイアス
声 - 秋元羊介
古風な話し方をする傭兵。生き別れの娘アゼルに会うため、カオス島にやってくる。魔術は使えないが、怪力や武器を用いた攻撃は強力無比。
マー
声 - そのざきみえ
小さな頃に聞いた歌声を頼りに母を探す楽師の少年。楽器を用いて戦う。
キュアリス
声 - 潘恵子
ラン
声 - 堀江由衣
ジャド
声 - 京田尚子
ルーファス
声 - 宇垣秀成

#### スタッフ（ゲーム）
- 企画・ディレクター - 小林貞夫
- シナリオ - 恩田浩、吉岡たかを
- サウンドコンポーザー・SE - 曳地正則
- 音響監督 - 鶴岡陽太
- アニメーション制作 - ディジメーション
- キャラクターデザイン・総作画監督 - 荒木英樹
- 演出・絵コンテ - 滝川和男
- OP演出 - 山内富夫
- シナリオ - 吉岡たかを
- アニメーションプロデューサー - 池田東陽
- 開発 - シェード
- 協力 - 富士見書房 月刊ドラゴンマガジン編集部
- プロデューサー - 横田幸次（シェード）、飯田均（角川書店）、畔田晃伸（ESP）
- ゼネラルプロデューサー - 宮路洋一（ESP）

#### 主題歌
オープニングテーマ「Finished Symphony」 - Hybrid
エンディングテーマ「Touch Me （"Open Your Arms" - vocal mix）」 - Rising Star

### ドラゴン☆オールスターズ
月刊ドラゴンマガジン・富士見ファンタジア文庫15周年記念企画として、富士見書房の人気7作品（『スレイヤーズ』『フルメタル・パニック!』『魔術士オーフェン』『魔法戦士リウイ』『まぶらほ』『スクラップド・プリンセス』『クロノクルセイド』）が集結したトレーディングカードゲーム。2003年9月発売。

### ヒーローズファンタジア
2012年1月19日発売。1990年代から2000年代にかけて放映されたアニメ10作品のキャラクターが集結するクロスオーバー作品。

### Magicソリティア〜魔術士オーフェンはぐれ旅〜
2020年6月23日からさくらソフトとフォアキャスト・コミュニケーションズ協業で開発されたスマートフォン用（iOS / Android）に配信されたソリティアゲーム。魔術は森久保祥太郎のボイス付きで登場する。他にもアニメの名シーンのコレクションや、色々なお題が出題されるデイリーミッション、ランクアップするログインボーナスなどが提供される。
さくらソフトが経営破綻したことに伴い、2021年5月14日にサービス停止が発表され、6月11日からアプリのダウンロードおよびアプリ内からのアイテム購入が出来なくなった。

## ドラマCD

### 魔術士オーフェン 無謀編 オリジナル・ラジオ・ドラマ
#ラジオドラマの節を参照。

### スレイヤーズVSオーフェン
2005年7月21日に、小説『スレイヤーズVSオーフェン』をドラマCD化した『スレイヤーズVSオーフェン 〜史上最悪の邂逅〜』がキングレコードより発売された（規格品番：KICA-704）。

#### キャスト（スレイヤーズVSオーフェン）
- リナ - 林原めぐみ
- オーフェン - 森久保祥太郎
- ガウリイ - 松本保典
- アメリア - 鈴木真仁
- ゼルガディス - 緑川光
- コギー - 高橋美佳子
- ボニー - 大原さやか
- ドロシー - 斎賀みつき
- ナーガ - 川村万梨阿
- キース - 竹若拓磨
- ヴォイム - うえだゆうじ
- 執事 - 矢部雅史

#### スタッフ（スレイヤーズVSオーフェン）
- 原作 - 神坂一、秋田禎信
- ジャケットイラスト - あらいずみるい、草河遊也
- 脚本 - 高山治郎
- 音響監督 - 藤野貞義

#### イメージソング
- Deep in the Darkest Blue
- 作詞 - 近藤ナツコ / 作曲・編曲 - たかはしごう / 歌 - オーフェン（森久保祥太郎）

### TOブックス書籍付属品
TOブックスでの新シリーズ（第5巻から第8巻の各初回限定版、弟9巻、第10巻）や、しゃべる無謀編にドラマCDが付属した。

## 舞台
2019年8月15日から8月18日まで東京都新宿区にある新宿村LIVEにて舞台化第1弾『魔術士オーフェン はぐれ旅』行われた。演出は松多壱岱、脚本は吉田武寛、初演の主演は劇団Studio Lifeの松本慎也。8月上演においては原作シリーズの第1巻である「我が呼び声に応えよ獣」がベースになる。2019年11月7日から11月12日まで東京都品川区にある六行会ホールにおいて舞台化第2弾『魔術士オーフェン はぐれ旅 -牙の塔編-』が行われた。キャストを変えて、舞台化第3弾『魔術士オーフェン はぐれ旅 -The Stage- Ver.2』が2021年7月23日から8月1日に予定されていたが、新型コロナウイルス感染拡大の影響で延期になった。

### キャスト（舞台）
- オーフェン - 松本慎也
- クリーオウ - 天音みほ
- マジク - 奥井那我人
- ボルガン - 西尾来人
- ドーチン - 中村悠希
- キリランシェロ - 上堂地かんき
- フォルテ - 小栗諒
- コミクロン - 佐藤友咲（※初演のみ）
- ハーティア - 佐川大樹（※初演のみ）
- レティシャ - 千歳ゆう
- コルゴン - 木村優良（※初演のみ）
- アザリー - 花奈澪
- チャイルドマン - 冨森ジャスティン（※初演のみ）
- パトリシア：松岡ななせ（※「牙の塔編」のみ）
- ティフィス：田中宏輝（※「牙の塔編」のみ）
- スエイン：門野翔（※「牙の塔編」のみ）
- ハイドラント：及川洸（※「牙の塔編」のみ）
- ヴィンビ・ストットアウル：高岡裕貴（※「牙の塔編」のみ）
- ウォール・カーレン：末野卓磨（※「牙の塔編」のみ）

### スタッフ（舞台）
- 原作 - 秋田禎信 「魔術士オーフェン はぐれ旅」（TOブックス刊）
- 脚本 - 吉田武寛
- 演出 - 松多壱岱
- 美術 - 照井旅詩
- 照明 - 小川幸一
- 音響 - 田中慎也
- 劇伴音楽・映像オペレーター - 菅井裕典（SASA PRO）
- 映像制作 - 曾根久光（cojin project）
- 衣裳監修 - 西田さゆり
- 衣裳 - 及川千春
- ヘアメイク - 青山亜耶
- 小道具 - 矢花イサハル（MATE-REAL）
- 殺陣振付 - 小栗諒
- 振付 - 新木美優
- 演出助手 - 小田峻平（※初演のみ）、大塚侑子
- 舞台監督 - 中西隆雄（※初演のみ）、住知三郎（※「牙の塔編」のみ）
- メインテーマ：「黒き魔術士」作詞・作曲・編曲：如月なつき 歌唱：ひなまるちゃん人形
- 宣伝美術 - 尾花龍一（MONSTERS INC.）
- 宣伝カメラマン - 遠山高広（MONSTERS INC.）
- 票券 - 島崎翼（※初演のみ）、田原綾乃（style office）（※「牙の塔編」のみ）
- 制作 - style office、秋山良介（De-LIGHT）（※この1列は初演のみ）

佐野木雄太(ILLUMINUS) 　長谷川雅也(舞台製作団体 BMG) 　山根容子(style office) 　泉優奈(style office)（※この1列は「牙の塔編」のみ）
- 制作協力 - 井川楊枝
- プロデューサー - 米田基、小宮山薫
- 製作 - 舞台「魔術師オーフェン」製作委員会（style office、ILLUMINUS、ASSH）